# Municipio de Gasman
El municipio de Gasman (en inglés: Gasman Township) es un municipio ubicado en el condado de Ward en el estado estadounidense de Dakota del Norte. En el año 2010 tenía una población de 158 habitantes y una densidad poblacional de 1,69 personas por km².

## Geografía
El municipio de Gasman se encuentra ubicado en las coordenadas 47°59′10″N 101°17′32″O / 47.98611, -101.29222. Según la Oficina del Censo de los Estados Unidos, el municipio tiene una superficie total de 93.64 km², de la cual 90,57 km² corresponden a tierra firme y (3,29 %) 3,08 km² es agua.

## Demografía
Según el censo de 2010, había 158 personas residiendo en el municipio de Gasman. La densidad de población era de 1,69 hab./km². De los 158 habitantes, el municipio de Gasman estaba compuesto por el 97,47 % blancos, el 1,27 % eran amerindios y el 1,27 % eran de una mezcla de razas. Del total de la población el 3,8 % eran hispanos o latinos de cualquier raza.